# Khe Gát
Khe Gát (tên khác: Khe Khế) là một con sông đổ ra Sông Rào Trổ. Sông có chiều dài 14 km và diện tích lưu vực là 19 km². Khe Gát chảy qua các tỉnh Hà Tĩnh, Quảng Bình.